# Alakwisa Indijanci
Alakwisa, jedno od plemena Indijanaca s područja rijeke Colorado, na jugozapadu današnjih Sjedinjenih Državama. Što se tiče jezika Alakwise se nalaze na Greenberg-Mcquown listi yumanskih jezika, čije područje i geografski pripada Yuma Indijancima. Charles A. Zisa navodi ga kao jedan yumanski dijalekt
Kroeber o njima nalazi tek oskudne podatke preko svog Mohave-informanta, koji potiču od Kamia Indijanaca. Pleme je vjerojatno stradalo od epidemija koje su desetkovale plemena u dolini rijeke Colorado. Njihovo ime koje ima u sebi prefiks –ala  nalazimo i kao sufiks u imenu Indijanaca Akwa’ala. Alakwise su bez sumnje, kao i njihovi drugi Yuman rođaci u dolini Colorada bili ratarsko stanovništvo.
Krober nvodi da je naziv možda sinonim za Halyikwamai

## Vanjske poveznice
- Alfred Louis Kroeber, Handbook of the Indians of California
- Kroeber